# Daniel Skaaning
Daniel Skaaning, né le 22 juin 1993, est un nageur danois qui a notamment participé aux Jeux olympiques d'été de 2012 et de 2016.

## Palmarès
- JO 2012 - Relais 4 × 200 mètres nage libre : 13e
- JO 2016 - Relais 4 × 200 mètres nage libre : 12e et améliore le record du Danemark